# Malatya (provincie)
Malatya is een provincie in Turkije. De provincie is 12.313 km² groot en heeft 762.538 inwoners (2013). De hoofdstad is het gelijknamige Malatya.

## Bestuurlijke indeling

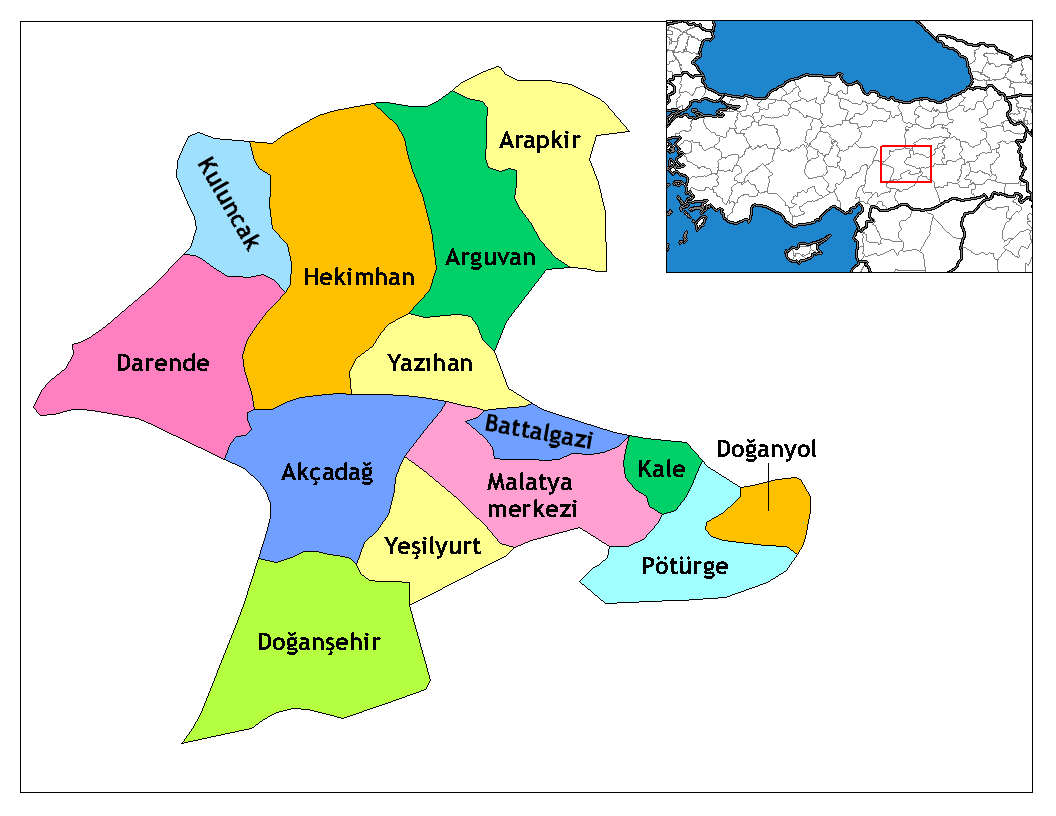
Districten van Malatya

### Districten
De provincie bestaat uit de volgende 14 districten:
| - Akçadağ - Arapkir - Arguvan - Battalgazi - Darende | - Doğanşehir - Doğanyol - Hekimhan - Kale - Kuluncak | - Malatya - Pötürge - Yazıhan - Yeşilyurt |